# Пентледж 2
Пентледж 2 (англ. Pentledge 2) — індіанська резервація в Канаді, у провінції Британська Колумбія, у межах регіонального округу Комокс-Веллі.

## Населення
За даними перепису 2016 року, індіанська резервація не ма постійного населення.

## Клімат
Середня річна температура становить 9,5°C, середня максимальна – 20,4°C, а середня мінімальна – -2,6°C. Середня річна кількість опадів – 1 429 мм.
| Клімат поселення                              | Клімат поселення | Клімат поселення | Клімат поселення | Клімат поселення | Клімат поселення | Клімат поселення | Клімат поселення | Клімат поселення | Клімат поселення | Клімат поселення | Клімат поселення | Клімат поселення | Клімат поселення |
| Показник                                      | Січ.             | Лют.             | Бер.             | Квіт.            | Трав.            | Черв.            | Лип.             | Серп.            | Вер.             | Жовт.            | Лист.            | Груд.            |                  |
| Середній максимум, °C                         | 7,70             | 9,11             | 11,08            | 13,50            | 16,92            | 19,79            | 20,22            | 20,38            | 17,20            | 12,61            | 8,43             | 5,86             |                  |
| Середня температура, °C                       | 2,53             | 3,94             | 5,92             | 8,33             | 11,74            | 14,62            | 17,27            | 17,42            | 14,24            | 9,65             | 5,47             | 2,91             |                  |
| Середній мінімум, °C                          | −2,64            | −1,21            | 0,76             | 3,16             | 6,59             | 9,46             | 14,30            | 14,48            | 11,28            | 6,69             | 2,51             | −0,06            |                  |
| Норма опадів, мм                              | 205              | 154              | 140              | 88               | 57               | 50               | 33               | 41               | 52               | 144              | 239              | 226              |                  |
| Середньомісячна швидкість вітру, м/с          | 3.32             | 3.12             | 3.40             | 3.38             | 3.30             | 3.32             | 3.24             | 2.92             | 2.71             | 2.99             | 3.44             | 3.31             |                  |
| Середньомісячна сонячна радіація, кДж/м²·день | 2946             | 5639             | 9712             | 14585            | 18421            | 19696            | 20518            | 17526            | 12693            | 6866             | 3458             | 2320             |                  |
| --------------------------------------------- | ---------------- | ---------------- | ---------------- | ---------------- | ---------------- | ---------------- | ---------------- | ---------------- | ---------------- | ---------------- | ---------------- | ---------------- | ---------------- |
| Джерело:                                      |                  |                  |                  |                  |                  |                  |                  |                  |                  |                  |                  |                  |                  |